# Huey Lewis and the News
Gli Huey Lewis and the News sono un gruppo musicale statunitense fondato a San Francisco.
Molto popolari negli anni ottanta, sono stati tra i gruppi di maggior successo della scena musicale internazionale. 
La band ha pubblicato numerosi successi durante gli anni ottanta e i primi anni novanta, tra cui brani iconici come The Power of Love, I Want a New Drug, Doin' It All (For My Baby), Do You Believe in Love?, Hip to Be Square, Stuck with You, Small World, If This Is It e Jacob's Ladder. Con il loro mix di pop rock e influenze rhythm & blues, hanno conquistato il pubblico e ottenuto un posto di rilievo nelle classifiche musicali.

## Storia del gruppo

### Origini e primi anni di attività
Nei primi anni settanta, il cantante e armonicista Huey Lewis e il tastierista Sean Hopper si unirono ai Clover, una band country rock di San Francisco che pubblicò diversi album negli anni settanta. A metà decennio, la band si trasferì in Inghilterra per entrare nel locale circuito pub rock. Senza Lewis, ma con Hopper, i Clover divennero la band di supporto per il primo album di Elvis Costello, My Aim Is True.
La band tornò negli Stati Uniti verso la fine degli anni settanta. In quel periodo, i Clover avevano un gruppo rivale che faceva anch'esso parte della scena jazz-funk di San Francisco: i Soundhole. Questi ultimi includevano il batterista Bill Gibson, il sassofonista e chitarrista Johnny Colla, e il bassista Mario Cipollina (fratello minore del più famoso John Cipollina). Come i Clover, anche i Soundhole supportarono musicalmente il celebre cantante nordirlandese Van Morrison.
Dopo aver concluso un contratto con la Phonogram Records nel 1979, Huey Lewis riunì i membri della sua band originale insieme a tre dei suoi ex rivali per formare un nuovo gruppo, Huey Lewis & the American Express. Sotto questo nome, produssero il singolo Exodisco, una versione disco della colonna sonora del film Exodus che venne pressoché ignorato. Nel 1980, la band ingaggiò il chitarrista Chris Hayes e firmò con la Chrysalis Records. A causa delle pressioni dell'etichetta, che obbligò il gruppo a cambiare nome per timore di subire delle controversie legali da parte dell'American Express, la band venne rinominata Huey Lewis & the News.

### Successo
Sempre nel 1980, la band pubblicò il suo primo album, Huey Lewis & the News, che passò quasi inosservato. Due anni dopo la band fece uscire il secondo album Picture This, che si rivelò un grande successo grazie al singolo Do You Believe in Love, scritto dall'ex produttore dei Clover, Mutt Lange. Il successo di questo singolo permise all'album di rimanere nella classifica Billboard per 35 settimane, raggiungendo la posizione numero 13. Seguirono i singoli, anch'essi estratti dall'album, Hope You Love Me Like You Say You Do e Workin' for a Livin', che vennero estratti dall'LP ed ebbero un successo più contenuto; il videoclip di quest'ultimo venne trasmesso numerose volte su emittenti televisive come, ad esempio, MTV.
Verso la fine del 1983, dei ritardi da parte della casa discografica nell'uscita del loro terzo album Sports, gli Huey Lewis & the News promossero l'LP viaggiando con il loro autobus e suonando in piccoli club. L'album, edito nel 1984, raggiunse altri alti piazzamenti di classifica, tra cui la posizione numero 1 della Billboard 200 è diventò un disco di platino. anche grazie ai numerosi tour e ai divertenti video trasmessi frequentemente su MTV. Quattro dei singoli estratti raggiunsero la Top Ten di Billboard: Heart and Soul, I Want a New Drug, The Heart of Rock & Roll e If This Is It.
Nel 1984 gli Huey Lewis & the News furono contattati dai produttori di Ghostbusters per sviluppare il tema principale della colonna sonora del film. La band non accettò la proposta e la composizione fu affidata a Ray Parker Jr. Poco dopo, la band citò in giudizio Parker, accusando una somiglianza tra il brano Ghostbusters e la loroI Want a New Drug. Huey affermò che questa vicenda fu in qualche modo decisiva per il loro successivo coinvolgimento nel film Ritorno al futuro.
In seguito, il brano The Power of Love ottenne un enorme successo, raggiungendo rapidamente la posizione numero 1 e venendo utilizzato nel 1985 nella colonna sonora del film Ritorno al futuro, per il quale il gruppo registrò anche il pezzo Back in Time. Huey Lewis fece anche una breve apparizione nel film come membro della commissione che bocciò l'audizione della band di Marty McFly per la gara "La Battaglia delle Band". Il pezzo respinto che il gruppo di McFly eseguiva nel film era una versione strumentale di The Power of Love e il verdetto ironico del personaggio di Lewis fu: «Mi dispiace ragazzi... siete troppo rumorosi....» The Power of Love fu nominato per un Academy Award.
Per il film fu scritta anche una terza canzone, In the Nick of Time, ma le trattative per utilizzare il pezzo si conclusero a favore di un'altra canzone di Patti LaBelle per i titoli di coda di un altro film della Universal Pictures, Chi più spende... più guadagna! (1985).
Nel 1985, Huey Lewis partecipò a scopo benefico al brano e al video We Are the World insieme al supergruppo di cantanti pop USA for Africa, i cui proventi furono destinati alla popolazione dell'Etiopia.Nel decennio successivo, la band pubblicò i seguenti album in ordine cronologico: Fore! (1986), Small World (1988), Hard at Play (1991), The Heart of Rock & Roll - The Best of Huey Lewis and the News (1992), Four Chords & Several Years Ago (1994) e Time Flies: The Best of Huey Lewis and the News (1996).

### I cambi di formazione e gli anni recenti
Huey Lewis & the News continuarono a esibirsi e subì molti cambi di formazione. Mario Cipollina lasciò la band poco dopo l'album e il tour del 1994 Four Chords & Several Years Ago. Da quel momento, il bassista John Pierce prese il suo posto. Anche i Tower of Power, il gruppo di fiati che accompagnava la band sin dai primi anni ottanta, terminò la collaborazione nel 1994. Vennero sostituiti da Marvin McFadden, Ron Stallings e Rob Sudduth. All'inizio degli anni 2000, il chitarrista Chris Hayes decise di lasciare il gruppo per trascorrere più tempo con la sua famiglia. Tuttavia, nel 2001, partecipò alla registrazione dell'album Plan B, poiché molto materiale era già stato preparato con lui prima della sua partenza. Successivamente, Stef Burns assunse il suo ruolo, anche se occasionalmente il chitarrista James Harrah lo sostituiva quando Burns si univa al rocker Vasco Rossi in Italia per i suoi tour. È capitato che Chris Hayes si esibisse nuovamente con la band in concerti nell'area della Baia di San Francisco. Talvolta, il chitarrista fu Tal Morris.
L'album Live at 25 del 2005 è una registrazione dal vivo di un concerto tenuto nel 2004 a Chico, California, presso la Sierra Nevada Brewing Company. Nel 2006 la band affermò che stava lavorando a un nuovo album, anche se non specificarono alcuna data di uscita.
Il 21 agosto 2007, la band si esibì all'esposizione California State Fair. Lo show fu degno di nota per la speciale presenza del bassista originale Mario Cipollina, che suonò durante i quattro bis richiesti. Questa performance dal vivo rappresentò la sua prima apparizione dopo oltre dieci anni.
Nel 2010 uscì Soulsville, un album tributo registrato agli Ardent Studios di Memphis con la supervisione di Jim Gaines, uno degli ingegneri del suono originali degli Stax Studios. L'album include quattordici brani scelti dall'ampio catalogo della Stax, cercando di evitare i grandi successi già reinterpretati da altri artisti.
Il 5 dicembre 2019 annunciano per il 14 febbraio 2020 l'uscita del nuovo album Weather. Tra i brani anche Her Love Is Killin' Me, una cover di Pretty Girls Everywhere di Eugene Church e One of the Boys che Lewis ha scritto per Willie Nelson. Nello stesso anno, Huey Lewis partecipa ad un episodio dell’ottava stagione della serie The Blacklist nei panni di se stesso, al fianco di James Spader. 
Il 5 dicembre 2019, Huey Lewis & the News annunciarono l'uscita del nuovo album Weather per il 14 febbraio 2020. Tra i brani inclusi ci sono Her Love Is Killin' Me, una cover di Pretty Girls Everywhere di Eugene Church, e One of the Boys, scritto da Lewis per Willie Nelson.
Nello stesso periodo, Lewis comparve nell'episodio della serie The Blacklist “L’Agenzia Wellstone”, dedicato all'attore Clark Middleton. L'episodio vedeva il frontman interpretare se stesso come parte del memoriale del personaggio.

## Formazione

### Formazione attuale
- Huey Lewis – voce, armonica a bocca (1979-presente)
- Sean Hopper – tastiere, voce (1979-presente)
- Bill Gibson – percussioni, batteria, voce (1979-presente)
- Johnny Colla – sassofono, chitarra elettrica, voce (1979-presente)
- John Pierce – basso (1996-presente)
- Marvin McFadden – tromba, voce (1994-presente)
- Stef Burns – chitarra elettrica, voce (2001-presente)

### Ex componenti
- Mario Cipollina – basso elettrico (1979-1995)
- Chris Hayes – chitarra elettrica, voce (1980-2001)
- La Tower of Power – fiati (1982-1994)

## Turnisti
- Ron Stallings – sassofono (1994-presente)
- Rob Sudduth – sassofono, voce (1994-presente)

## Discografia

### Album in studio
- 1980 – Huey Lewis and the News
- 1982 – Picture This
- 1983 – Sports
- 1985 – Back to the Future Soundtrack
- 1986 – Fore!
- 1988 – Small World
- 1991 – Hard at Play
- 1994 – Four Chords & Several Years Ago
- 2001 – Plan B
- 2010 – Soulsville
- 2020 – Weather

### Raccolte
- 1992 – The Heart of Rock & Roll - The Best of Huey Lewis & the News
- 1996 – Time Flies: The Best Of...
- 2006 – Greatest Hits & Videos

### Album dal vivo
- 2005 – Live at 25

### Singoli
- Some of My Lies are True (Sooner or Later) (1980)
- Now Here's You (1980)
- Don't Ever Tell Me That You Love Me (1980)
- Do You Believe In Love (1982)
- Hope You Love Me Like You Say You Do (1982)
- Workin' for a Livin' (1982)
- Heart and Soul (1983)
- I Want a New Drug (1984)
- The Heart of Rock 'N Roll (1984)
- If This Is It (1984)
- Walking on a Thin Line (1984)
- The Power of Love (1985)
- Back in Time (1985)
- Stuck with You (1986)
- Hip to Be Square (1986)
- Jacob's Ladder (1987)
- Simple as That (1987)
- I Know What I Like (1987)
- Doin' It (All for My Baby) (1987)
- Perfect World (1988)
- Small World (1988)
- World to Me (1988)
- Give Me the Keys and I'll Drive You Crazy (1989)
- Walking With the Kid (1989)
- Couple Days Off (1991)
- It Hit Me Like a Hammer (1991)
- He Don't Know (1991)
- It's Alright (acapella) (1993)
- Some Kind of Wonderful (1994)
- But It's Alright (1994)
- 100 Years from Now (1996)
- Let Her Go and Start Over (2001)
- I'm Not In love Yet (But I'm Working On It) (2001)
- Pineapple Express (2008)